# Nie sme zlí
Nie sme zlí je druhé studiové album slovenské pop rockové skupiny Elán, které v roce 1982 vydalo hudební vydavatelství Opus.

## Seznam skladeb
1. „Kamaráti“ (Jožo Ráž / Boris Filan) – 2:45
2. „Ulica“ (Ján Baláž / Ľuboš Zeman) – 3:04
3. „Tenisky“ (Václav Patejdl ml. / Ľuboš Zeman) – 2:43
4. „V znamení motoriek“ (Václav Patejdl ml. / Ľuboš Zeman) – 4:12
5. „Netrpezliví“ (Jožo Ráž / Boris Filan) – 4:10
6. „Aj keď bez peňazí“ (Jožo Ráž / Boris Filan) – 3:45
7. „Zlodej slnečníc“ (Václav Patejdl ml. / Ľuboš Zeman) – 3:19
8. „Vymyslená“ (Ján Baláž / Boris Filan) – 2:15
9. „Môžeš ísť“ (Vašo Patejdl / Boris Filan) – 4:06
10. „H. Ch. Andersen“ (Vašo Patejdl ml. / Boris Filan) – 5:38
11. „Nie sme zlí“ (Jožo Ráž / Boris Filan) – 4:06

## Výroba alba
- Jozef Ráž – baskytara, zpěv
- Václav Patejdl – klávesy, zpěv
- Ján Baláž – sólová kytara, zpěv
- Juraj Farkaš – elektrická kytara, akustická kytara, vokály
- Zdeno Baláž – bicí
- Ján Došek – speciální efekty
- Viera Briestenská, Ladislav Briestenský – vokály („Nie sme zlí“)
- Ján Lauko – hudební režie
- Jozef Hanák – technik
- Štefan Danko – produkce
- Alan Lesyk – design
- Karol Dlugolinský – fotografie